# Mudidoddikoppa (Mudi), Sorab
Mudidoddikoppa (Mudi) là một làng thuộc tehsil Sorab, huyện Shimoga, bang Karnataka, Ấn Độ.